# Anaxibio
Anaxibio (en griego antiguo: Ἀναξίβιος, Anaxíbios, final del siglo V a. C. – 388 a. C.) fue un navarca y harmosta espartano que estuvo activo en la zona de Bizancio y el Helesponto. Nos es conocido por las noticias que Jenofonte incluye en sus obras Anábasis y Helénicas.
Aunque históricamente no es un personaje destacado, su tipo es representativo del notable espartano de la época de la guerra del Peloponeso, no muy leal ni generoso en su trato con otros griegos, venal y corrupto en desempeño de su cargo pero eficaz como militar y firme y valiente al encarar su propio final.

## En laAnábasisfrente a los mercenarios griegos
Anaxibio estaba estacionado en Bizancio en 400 a. C. al frente de una flota espartana, cuando llegaron a Trebisonda, en el extremo oriental del Mar Negro, los mercenarios griegos retirados de Persia tras la batalla de Cunaxa, en Mesopotamia, donde fracasó la expedición de Ciro el Joven contra su hermano el rey Artajerjes II conocida como la expedición de los Diez Mil. 
Estos mercenarios, necesitados de naves que les llevaran a Europa, enviaron a Bizancio a uno de sus generales para negociar la ayuda de los espartanos que ocupaban la ciudad desde hacía escasos años. Anaxibio le recibió pero no le proporcionó ningún barco; solo buenas palabras y una oferta de empleo para los mercenarios cuando hubieran llegado.
No les quedó otro remedio a los mercenarios griegos que hacer a pie el trayecto a lo largo de la costa del Mar Negro hacia Bizancio, manteniéndose a costa de las poblaciones anatolias, a las que extorsionaron y saquearon, pero encontrando apoyo en las colonias griegas situadas en su camino (Trebisonda, Sinope, Heraclea), a las que respetaron. El sátrapa persa Farnabazo, intranquilo por la presencia de un ejércitio griego no controlado en su territorio, hizo tratos con los espartanos de Bizancio para que acogieran a los mercernarios situados al otro lado del Bósforo. Para ello prometió a Anaxibio una futura recompensa.
Bajo el señuelo de una paga que no estaba dispuesto a satisfacer, Anaxibio recibió a los mercenarios griegos en Bizancio, pero inmediatamente se arrepintió, quiso librarse de ellos y tenerlos fuera de las murallas. Anaxibio hizo una proclamación para la supuesta entrega de la paga prometida convocando a los mercenarios fuera de las puertas, y cuando la mayoría había salido las mandó cerrar. Pero los mercenarios fueron más rápidos y, viendo que todo ello no era más que una argucia para librarse de ellos sin pagarles lo prometido, se precipitaron de nuevo dentro de la ciudad impidiendo el cierre de las puertas y, una vez dentro, empezaron a mostrar su ira por el intento de engaño. 
La población se aterrorizó y se encerró en sus casas. Anaxibio se refugió en la acrópolis, pidiendo refuerzos a las guarniciones espartanas de los alrededores. Con dificultad y arrojo, Jenofonte logró reconducir la situación, calmar las iras de los mercenarios y restaurar la disciplina, logrando una salida ordenada del ejército de mercenarios que se dirigieron hacia las aldeas cercanas de Tracia, sin medios y con riesgo cierto de dispersión.
Una vez pasada la crisis, Anaxibio visitó a Farnabazo en Cícico para hacerle saber que el ejército mercenario ya no era ningún problema y para reclamar la recompensa prometida. Pero en ese momento llegó la noticia de la sustitución de Anaxibio como almirante de la flota espartana. Su sucesor ya viajaba a tomar posesión del cargo. Farnabazo, viendo que su amistad con Anaxibio ya no iba a ser valiosa, le despidió sin recompensarle. 
Anaxibio, irritado, quiso en venganza hacer volver a los mercenarios hacia el territorio de Farnabazo y para ello convocó a Jenofonte, aunque ya no era el jefe de la expedición, para que se pudiera al frente de nuevo, llamara a los que se dispersaban y se volvieran todos a Bizancio con el fin de cruzar el Bósforo. Pero el nuevo harmosta espartano de Bizancio, Aristarco, con quien ya había hecho tratos Farnabazo, paró en seco la venganza de Anaxibio, dejando en claro a Jenofonte que aquel ya no era navarca, y que él, como responsable, impediría el cruce del ejército y «hundiría en el mar a cualquier mercenario que encontrara».
Anaxibio terminó volviendo a Esparta con las manos vacías. Era el año 399 a. C.

## En lasHelénicasfrente a Ifícrates
Diez años más tarde, la situación en Bizancio y el Helesponto acababa de cambiar. Los atenienses, al mando de Trasíbulo, habían reconquistado el control de la zona. Al perder el dominio de la zona, los espartanos habían perdido también los ingresos de los peajes del tráfico marítimo que pasaba por el estrecho corredor formado por el Bósforo, la Propóntide y el Helesponto. En Esparta, Anaxibio utilizó su influencia sobre los éforos y su conocimiento de la zona para hacerse nombrar harmosta de Abido, una posesión espartana en el lado asiático del Helesposto, en sustitución de Dercílidas.
Anaxibio fue, pues, enviado a Abido con tres naves, que reforzó con otras tres que encontró en el puerto, además de con una pequeña escolta militar y dinero suficiente para contratar un millar de mercenarios. Con las naves empezó a apoderarse de los navíos mercantes que pasaban por el Helesponto en dirección a Atenas o a sus aliados. La fuerza naval ateniense estacionada en Bizancio no era suficiente para hacerle frente. Con las fuerzas terrestres empezó a extender su influencia por las ciudades vecinas, a costa de Atenas y de Farnabazo, y a cobrarles tributos.
Para oponerse a Anaxibio, Atenas envió a Ifícrates con 1200 peltastas y ocho naves. El Helesponto volvió a convertirse en zona de hostilidades, con los atenienses en la parte europea y los espartanos en la asiática, con extorsiones tributarias, pirateos y escaramuzas constantes. 
Pero esa situación no duró mucho. Enterado Ifícrates que Anaxibio se había dirigido a la vecina ciudad de Antandro para dejar una guarnición que garantizase su lealtad a Esparta decidió tenderle una emboscada aprovechando lo accidentado del terreno. Cruzó el Helesponto de noche, y para confundir a Anaxibio, mandó que por la mañana sus naves zarparan hacia el norte, mientras él y sus peltastas se colocaban en un paso estrecho en el camino de vuelta que iba a seguir Anaxibio.
Anaxibio, creyendo ir por territorio amigo, y creyendo que Ifícrates se encontraba lejos, en una expedición recaudatoria, no tomó las habituales precauciones en un desplazamiento militar y se vio sorprendido por las fuerzas de Ifícrates. Rápidamente se dio cuenta de que no podría evitar la derrota. Recomendó a sus soldados abidenos y mercenarios que se dieran a la fuga, algo que no era honorable para él ni para los escasos espartanos presentes.

Ἄνδρες, ἐμοὶ μὲν ἐνθάδε καλὸν ἀποθανεῖν· ὑμεῖς δὲ πρὶν συμμεῖξαι τοῖς πολεμίοις σπεύδετε εἰς τὴν σωτηρίαν.
Compañeros, para mí es honroso morir aquí, pero vosotros, antes que enzarzaros con los enemigos, corred para salvaros.
Jenofonte, Helénicas, IV, 8, 38.

Dicho esto, requirió su escudo y esperó el ataque junto con su joven enamorado, que no quiso abandonarlo. Ambos cayeron  y con la derrota espartana también llegó la pérdida de Abido y el final de la presencia de Esparta en el Helesponto.